# Jean van Heijenoort
Jean Louis Maxime van Heijenoort (* 23. Juli 1912 in Creil; † 29. März 1986 in Mexiko-Stadt) war ein französischer mathematischer Logiker, bekannt für Arbeiten in der Geschichte der Logik, und Trotzkist. Von 1932 bis 1939 war Heijenoort persönlicher Sekretär von Leo Trotzki.

## Leben und Werk
Van Heijenoort wuchs als Sohn eines Niederländers in Frankreich auf. 1932 wurde er Trotzkist sowie, hauptsächlich wegen seiner Sprachgewandtheit (er sprach fließend russisch, deutsch, französisch, englisch, spanisch), Sekretär und Leibwächter von Leo Trotzki auf der Insel Büyükada, später in Mexiko-Stadt. Noch vor Trotzkis Ermordung im Jahr 1940 trennte er sich aus persönlichen Gründen von diesem und zog 1939 mit seiner zweiten Frau Beatrice Bunny Guyer nach New York, wo er für die Socialist Workers Party arbeitete. 1940 wurde er Sekretär der Vierten Internationale, trat aber zurück, als Felix Morrow und Albert Goldman innerhalb der SWP eine gemäßigte Fraktion bildeten und schließlich aus dieser ausgeschlossen wurden, wie auch Heijenoort 1947. In einem Artikel in „Partisan Review“ unter dem Pseudonym Jean Vannier schwor er 1948 dem Marxismus ab. Auch sonst veröffentlichte er seine trotzkistischen Artikel unter Pseudonym, was dazu beitrug, dass er einer Verfolgung in der McCarthy-Ära entging. Später äußerte er sich nur zurückhaltend zu seiner politischen Vergangenheit, unterstützte aber das Archiv der Houghton Library an der Harvard University in der Ordnung der Papiere aus Trotzkis Nachlass und gab auch einen Band von Trotzkis Briefwechsel 1980 heraus. 1978 schrieb er ein Buch über seine Zeit mit Trotzki. Er wurde von seiner vierten, ihm inzwischen entfremdeten Frau erschossen, als er sie in Mexiko-Stadt besuchte. Sie nahm sich anschließend selbst das Leben.
1949 promovierte er an der New York University in Mathematik bei J. J. Stoker mit einer differentialgeometrischen Arbeit (On locally convex surfaces), wandte sich dann unter dem Einfluss von Georg Kreisel der Philosophie der Mathematik und der Logik zu. Er lehrte Philosophie (zunächst nur in Teilzeit) an der Columbia University und ab 1965 bis 1977 als Professor an der Brandeis University. Danach war er an der Stanford University, wo er an der Herausgabe der Werke von Kurt Gödel beteiligt war. Bekannt ist er für sein 1967 erschienenes Source Book in Mathematical Logic, das englische Übersetzungen vieler historisch wichtiger Arbeiten enthält, unter anderem die erste vollständige Übersetzung von Gottlob Freges Begriffsschrift. Es endet mit der Übersetzung von Gödels Arbeit von 1931 über sein Unvollständigkeitstheorem. Die meisten dieser Arbeiten waren zuvor nur sehr schwer zugänglich. Heijenoort lieferte auch Kommentare zu den Arbeiten (ebenso wie Willard van Orman Quine und Burton Dreben) und korrigierte Druckfehler und andere Fehler. Das Buch ist auch für seine Auslassungen (speziell das Weglassen von Ernst Schröder, Charles S. Peirce, die Herausstellung von Frege gegenüber Giuseppe Peano) kritisiert worden.
Heijenoort hatte die US-amerikanische und französische Staatsbürgerschaft. Er taucht auch als Figur in dem Film Frida von Julie Taymor 2002 auf, als einer von Frida Kahlos Liebhabern in Mexiko-Stadt. Er war viermal verheiratet.

## Schriften
- Logic as Calculus and Logic as Language. In: Synthese. Bd. 17, 1967 S. 324–330. JSTOR:20114564.
- With Trotsky in Exile. From Prinkipo to Coyoacán. Harvard University Press, Cambridge MA u. a. 1978, ISBN 0-674-80255-1.
- Selected Essays (= History of logic. 3). Bibliopolis, Neapel 1985, 88-7088-122-9.

Als Herausgeber:
- Jacques Herbrand: Ecrits Logiques. Avec une préface de Jean van Heijenoort, une notice biographique par Claude Chevalley et Albert Lautmann et une note sur la pensée de Herbrand par Claude Chevalley. Presses Universitaires de France, Paris 1968.
- From Frege to Gödel. A Source Book in Mathematical Logic, 1879–1931. Harvard University Press, Cambridge MA 1967, (4th printing. ebenda 1981, ISBN 0-674-32450-1).
- Lev Davidovitch Trotsky, Natalia Ivanovna Sédova-Trotsky: Correspondance 1933–1938. Gallimard, Paris 1980.
- Kurt Gödel: Collected Works. Band 1–2. Oxford University Press u. a., New York NY u. a. 1986–1990;
  - Band 1: Publications 1929–1936. 1986, ISBN 0-19-503964-5;
  - Band 2: Publications 1938–1974. 1990, ISBN 0-19-503972-6.